# Пёрка
Пёрка — река в России, протекает в Рязанской области. Правый приток Вёрды.

## География
Река Пёрка берёт начало у деревни Подмакарьево. Течёт на северо-восток. Устье реки находится у села Ермолово в 16 км по правому берегу реки Вёрды. Длина реки составляет 10 км. 

## Данные водного реестра
По данным государственного водного реестра России относится к Окскому бассейновому округу, водохозяйственный участок реки — Проня от истока и до устья, речной подбассейн реки — Бассейны притоков Оки до впадения Мокши. Речной бассейн реки — Ока.
По данным геоинформационной системы водохозяйственного районирования территории РФ, подготовленной Федеральным агентством водных ресурсов:
- Код водного объекта в государственном водном реестре — 09010102112110000025622
- Код по гидрологической изученности (ГИ) — 110002562
- Код бассейна — 09.01.01.021
- Номер тома по ГИ — 10
- Выпуск по ГИ — 0